# Onimusha
Onimusha (鬼武者) est une série de jeux-vidéo développée par Capcom. La série utilise des figures historiques de l'histoire du Japon, mêlant leurs histoires avec des éléments surnaturels.
La plupart des jeux sont orientés action-aventure combinant des phases de combat à la troisième personne et de puzzle. Le principal protagoniste maîtrise le pouvoir de l'Oni, lui permettant de combattre les Genma, ennemi principal de la série. La série s'est vendue à presque 8 millions d'exemplaires, faisant d'elle la 7e franchise la plus vendue de Capcom, derrière Resident Evil, Monster Hunter, Street Fighter, Mega Man, Devil May Cry et Dead Rising.

## Jeux
La série provient de l'idée de Yoshiki Okamoto de créer Sengoku Biohazard en 1997, une version ninja de Resident Evil (Biohazard au Japon) durant l'époque Sengoku mettant en scène une maison de ninja fournie de dispositif piège, semblable au manoir de Resident Evil où les combats pourraient se faire à l'aide d'épées et de shurikens. Dans une interview donnée à Okamoto en 1997, il évoque des éléments du jeu, comme des portes cachées derrière des murs, des plafonds qui tombent, des rouleaux, et diverses techniques ninja. Le projet était à l'origine destiné pour le périphérique Nintendo 64DD de la Nintendo 64.
Le premier jeu, intitulé Onimusha: Warlords, fut à l'origine développé pour la première PlayStation, avant que le projet ne soit reculé et porté pour une sortie sur PlayStation 2 en 2001. Le personnage principal de la série, Samanosuke Akechi, est inspiré de l'acteur Takeshi Kaneshiro, qui a également prêté sa voix pour doubler le personnage. D'autres personnalités ont été utilisées comme modèles pour différents personnages de la série, c'est ainsi que Yūsaku Matsuda inspira le personnage de Yagyū Jūbei pour Onimusha 2: Samurai's Destiny ou encore Jean Reno, pour le personnage de Jacques Blanc dans Onimusha 3: Demon Siege. La série était à la base prévue pour être une trilogie, mais un quatrième jeu non numéroté est publié en 2006, intitulé Onimusha: Dawn of Dreams.

## Système de jeu
Chaque jeu Onimusha possède un personnage principal différent dont le point commun est sa maîtrise pour le sabre, et dont la mission consiste à chasser les démons du Japon durant l'époque Sengoku. Le personnage principal est doté d'un pouvoir absorbant les orbes des ennemis qu'il élimine, récupérant l'âme des Genmas, soit pour se soigner, soit pour répandre les âmes dans les armes et armures, et fournir de l'énergie pour les attaques élémentaires d'armes spéciales.
Le joueur contrôle le déplacement du personnage via la croix directionnelle dans les deux premiers Onimusha et le stick analogique gauche dans les deux derniers opus. Le personnage ne peut ni sauter ni grimper à travers des obstacles. Les actions communes de la série sont de pouvoir bloquer une attaque, préparer son sabre, absorber les âmes et faire un demi-tour rapide.
Le système d'orbes est représenté par des couleurs : l'orbe jaune restaure la jauge de santé, l'orbe bleue recharge la jauge de magie, l'orbe rouge la plus commune, sert d'expérience et l'orbe violette, la plus rare, est un power-up permettant de transformer le personnage en démon,.

## Personnages
- Samanosuke Akechi (明智 左馬之介 秀満, Akechi Samanosuke Hidemitsu?) est le personnage principal d' Onimusha: Warlords et d' Onimusha 3: Demon Siege. Samanosuke naît en 1535 durant l'époque Sengoku, il devient samouraï au service du clan Saitō dans la province de Mino. Il se sépare du clan parcourant le monde et devenant ainsi rōnin. Au cours de son voyage, il se lie d'amitié avec une femme-ninja prénommée Kaede[12].

- Jubei Yagyu (柳生十兵衛, Jūbei Yagyū?) est le personnage principal d'Onimusha 2: Samurai's Destiny. Il est le premier chef du clan Yagyu et créateur du style de sabre Shin-in. Il est aussi connu sous les noms Sougen Yagyu et Sakisyusai[13].

- Jacques Blanc est l'un des deux personnages principaux d'Onimusha 3: Demon Siege avec Samanosuke. Il est membre de la Direction générale de la Sécurité extérieure[14].

- Hideyasu Sōki Yūki (結城 秀康?) est le personnage principal d'Onimusha: Dawn of Dreams. Soki est un guerrier maîtrisant les pouvoirs de l'Oni[15].